# Oasen sim- och ishall
Oasen sim- och ishall är en idrottsanläggning med ishall och simhall i Kungälv, Västra Götalands län. Kungälvs IK och KB Knights har sin hemmaplan här. Oasen invigdes 1995 efter att gamla simbadet brunnit ner fyra år tidigare. Utöver sim- och isanläggning finns här kansli till diverse idrottsföreningar, såsom Kungälvs Simsällskap, men också kommunala verksamheter. Simhallen har en 25-metersbassäng med 8 banor, en lekbassäng och en rehabbassäng med varmare vatten.